# Мютреси
Мютреси́ (фр. Mutrécy) — коммуна во Франции, находится в регионе Нижняя Нормандия. Департамент коммуны — Кальвадос. Входит в состав кантона Бретвиль-сюр-Лез. Округ коммуны — Кан.
Код INSEE коммуны — 14461.

## Население
Население коммуны на 2010 год составляло 347 человек.
| 1962 | 1968 | 1975 | 1982 | 1990 | 1999 | 2010 |
| ---- | ---- | ---- | ---- | ---- | ---- | ---- |
| 203  | 189  | 207  | 216  | 219  | 266  | 347  |

## Экономика
В 2010 году среди 217 человек трудоспособного возраста (15—64 лет) 168 были экономически активными, 49 — неактивными (показатель активности — 77,4 %, в 1999 году было 75,3 %). Из 168 активных жителей работали 156 человек (84 мужчины и 72 женщины), безработных было 12 (4 мужчины и 8 женщин). Среди 49 неактивных 19 человек были учениками или студентами, 21 — пенсионерами, 9 были неактивными по другим причинам.